# زردکوهی (سرده)
زردکوهی (نام علمی: Zerdana) نام یک سرده از تیره شب‌بویان است.